# 寧蜀郡
宁蜀郡，中国古代的郡。
东晋永和八年（352年），晋穆帝以三蜀流民置宁蜀郡，属益州。治所在广都县（今四川省成都市双流区）。辖境相当今四川省成都市双流区、新津县等地。历经南朝宋、南朝齐、南朝梁、西魏，北周时废宁蜀郡。